# Deutsches Feuerwehr-Ehrenkreuz
Das Deutsche Feuerwehr-Ehrenkreuz wird vom Präsidenten des Deutschen Feuerwehrverbandes (DFV) in Bronze, Silber, Gold verliehen und kann als Zeichen der allgemeinen Anerkennung in Form eines Ordenszeichens getragen werden. Die Stiftung und Verleihung des Deutschen Feuerwehr-Ehrenkreuzes sind vom Bundespräsidenten genehmigt.

## Geschichte
Im Jahr 1928 beginnt die Geschichte des ersten einheitlichen Feuerwehr-Ehrenzeichens in Deutschland, mit der Stiftung des Deutschen Feuerwehr-Ehrenkreuzes durch den DFV. Das erste Feuerwehr-Ehrenkreuz wurde als 1. und 2. Klasse ab 1929 verliehen. Die 2. Klasse wurde als silbernes Malteserkreuz mit seitlichen Flammen gefertigt, hier war mittig auf der Vorderseite ein Medaillon mit golden geprägtem Adler aufgelegt und auf der Rückseite wurde der „Heilige Florian“ eingearbeitet. Bei der 1. Klasse war das Kreuz zusätzlich rot glasemalliert mit durchscheinender Schraffur, mit einer silbernen Umrahmung und Flammen. Als eine weitere Unterscheidung wurde das Ehrenkreuz an einem rot/blau/roten Band für Feuerwehrangehörige verliehen und Nicht-Feuerwehrangehörige am weiß/roten Band.
Nach der Machtübernahme durch die Nationalsozialisten wurde die allgemeine Zahl der Ehrenzeichen eingeschränkt und nur mit eigenen Ehrenzeichen geduldet. So gab es von 1936 bis 1944 das Reichsfeuerwehr-Ehrenzeichen 1. Klasse und von 1936 bis 1943 das Reichsfeuerwehr-Ehrenzeichen 2. Klasse.
|                               |                            |                            |                              |
| 2. Klasse seit 1929 verliehen | Rückseite mit Schutzpatron | 1. Klasse, mit roten Kreuz | Rückseite bis 1936 verliehen |

Bei der ersten Sitzung des Feuerwehrausschusses im Jahr 1952 wurde beschlossen auf die Wiedereinführung eines einheitlichen Feuerwehr-Ehrenzeichens hinzuwirken. Hier wurde ein Treffen mit dem Bundespräsidenten genutzt, um das Anliegen vorzutragen. Bundespräsident Theodor Heuss stimmte der Initiative zu und erkannte die Stiftung des Deutschen Feuerwehr-Ehrenkreuzes (FEK) an. Der Deutsche Feuerwehrverband stiftete am 26. Februar 1953 die Stufen in Silber und Gold; beide Stufen wurden als Auszeichnung am Band übergeben. Bereits am 27. Februar 1953 wurde das erste FEK durch den damaligen DFV-Präsidenten Bürger verliehen. Die 1929er Formgebung wurde nicht übernommen, nur ein Adler befand sich wieder auf der Vorderseite und auch das Ordensband war wieder in der Grundfarbe blau mit roten Streifen. Das neue FEK wurde in der heutigen Form geschaffen, nur trug es auf der Vorderseite bis 1974 die Umschrift FÜR VERDIENSTE IM FEUERLÖSCHWESEN und die beiden Kreuzseiten wurden mit durchscheinend geprägtem blauen Wabenmuster gefertigt. Die 1953er Version der Bandschnallen sind ohne die mittig gesetzte Miniatur des FEK, nur mit den beidseitigen silbernen bzw. goldenen Ripsband erkennbar. Die Trageweise der Auszeichnung für den Zivilanzug war hier eine Schleife zur Stufe des Ordensbandes. Seit 1974 wird die Stufe in Gold als Steckkreuz verliehen und 2011 wurde das Deutsche Feuerwehr-Ehrenkreuz am Band, mit der Stufe Bronze erweitert.

## Verleihung
Laut Stiftungsurkunde wird das Deutsche Feuerwehr-Ehrenkreuz für hervorragende Leistungen im Feuerwehrwesen, für besonders mutiges Verhalten im Einsatz der Feuerwehr und für Errettung von Menschen aus Lebensgefahr während des Einsatzes, wenn der Feuerwehrangehörige sich in besonders erheblicher eigener Lebensgefahr befunden hat, verliehen. Das Deutsche Feuerwehr-Ehrenkreuz wird nicht aufgrund langjähriger Zugehörigkeit zur Feuerwehr verliehen.
Vorschlagsberechtigt für die Verleihung der Auszeichnungen des Deutschen Feuerwehr-Ehrenkreuzes sind die ordentlichen Mitglieder (Landesfeuerwehrverbände, Landesgruppen, Bundesgruppen) des Deutschen Feuerwehrverbandes. Männer und Frauen, die nicht dem Deutschen Feuerwehrverband angehören und ausgezeichnet werden sollen, können unmittelbar dem Präsidenten des Deutschen Feuerwehrverbandes vorgeschlagen werden. Die Vorschläge sind dem Präsidenten des Deutschen Feuerwehrverbandes zuzuleiten. Bei erneuter Auszeichnung mit dem Feuerwehr-Ehrenkreuz werden die früher verliehenen Stufen nicht abgelegt. Verleihungen des Deutschen Feuerwehr-Ehrenkreuzes werden listenmäßig durch den Präsidenten des Deutschen Feuerwehrverbandes vollzogen. Alle Beliehenen erhalten eine Urkunde mit der Unterschrift des Präsidenten des Deutschen Feuerwehrverbandes. Das Deutsche Feuerwehr-Ehrenkreuz geht in das Eigentum des Beliehenen über. Eine Rückgabepflicht seiner Hinterbliebenen besteht nicht.
Um eine Entwertung des Deutschen Feuerwehr-Ehrenkreuzes durch allzu großzügige Verleihung zu verhindern, ist die Anzahl der Verleihungen an bestimmte Quoten gebunden. Auf je 800 Aktive der Feuerwehr kann jährlich ein Deutsches Feuerwehr-Ehrenkreuz in Bronze verliehen werden. Bei der Stufe in Silber kann jährlich auf je 1000 Aktive der Feuerwehr ein Feuerwehr-Ehrenkreuz verliehen werden. Die vorherige Verleihung der Stufe Bronze ist nicht Voraussetzung. Die Stufe in Gold kann erst verliehen werden, wenn bereits die Stufe Silber verliehen wurde. Auf je 3000 Aktive der Feuerwehr kann jährlich ein Feuerwehr-Ehrenkreuz in Gold verliehen werden. Diese Quoten stellen Richtlinien dar, die in besonderen Fällen überschritten werden können. Maßgebend für die Verleihung des Deutschen Feuerwehr-Ehrenkreuzes sind ausschließlich Verdienste und Würdigkeit. Die Veröffentlichung der Verleihung des Deutschen Feuerwehr-Ehrenkreuzes soll unter Namensnennung in der zuständigen Landesfeuerwehrzeitung durch das ordentliche Mitglied erfolgen.
Beim 60. Jubiläum des Deutschen Feuerwehr-Ehrenkreuzes wurden – seit 1953 – die Stufe in Silber 29.100-mal und die Stufe in Gold 5.400-mal verliehen. Pro Jahr werden durch den Deutschen Feuerwehrverband durchschnittlich 1.100 Personen, mit einer der drei Stufen geehrt.

## Gestaltung
Das Deutsche Feuerwehr-Ehrenkreuz (FEK) ist ein beiderseitig blau-emailliertes Kreuz, aus dessen Schnittpunkt vier rote Flammen treten. Ein rundes, dem Kreuz unterlegtes Metallband, trägt auf der Vorderseite die Umschrift FÜR VERDIENSTE IM FEUERWEHRWESEN und auf der Rückseite die Umschrift DEUTSCHER FEUERWEHRVERBAND. Auf der Vorderseite des Kreuzes ist in der Mitte ein schwarzer Adler aufgesetzt. Beim FEK in Gold, sind alle nicht emaillierten Metallteile golden und bei dem FEK am Bande in silbern bzw. bronzen. Das Ripsband des Deutschen Feuerwehr-Ehrenkreuzes am Bande ist mittig blau, mit beidseitigen roten Streifen und silberne bzw. bronzene Einfassung. Die Bandschnalle für Uniformträger ist mit rot/blau/rotem Band, der Stufenfarbe und mittig ist die Miniatur des Ehrenzeichen aufgebaut. Der Bandsteg für den zivilen Gesellschaftsanzug ist 15 × 9 mm und gleicht der Bandschnalle des Ehrenkreuzes.

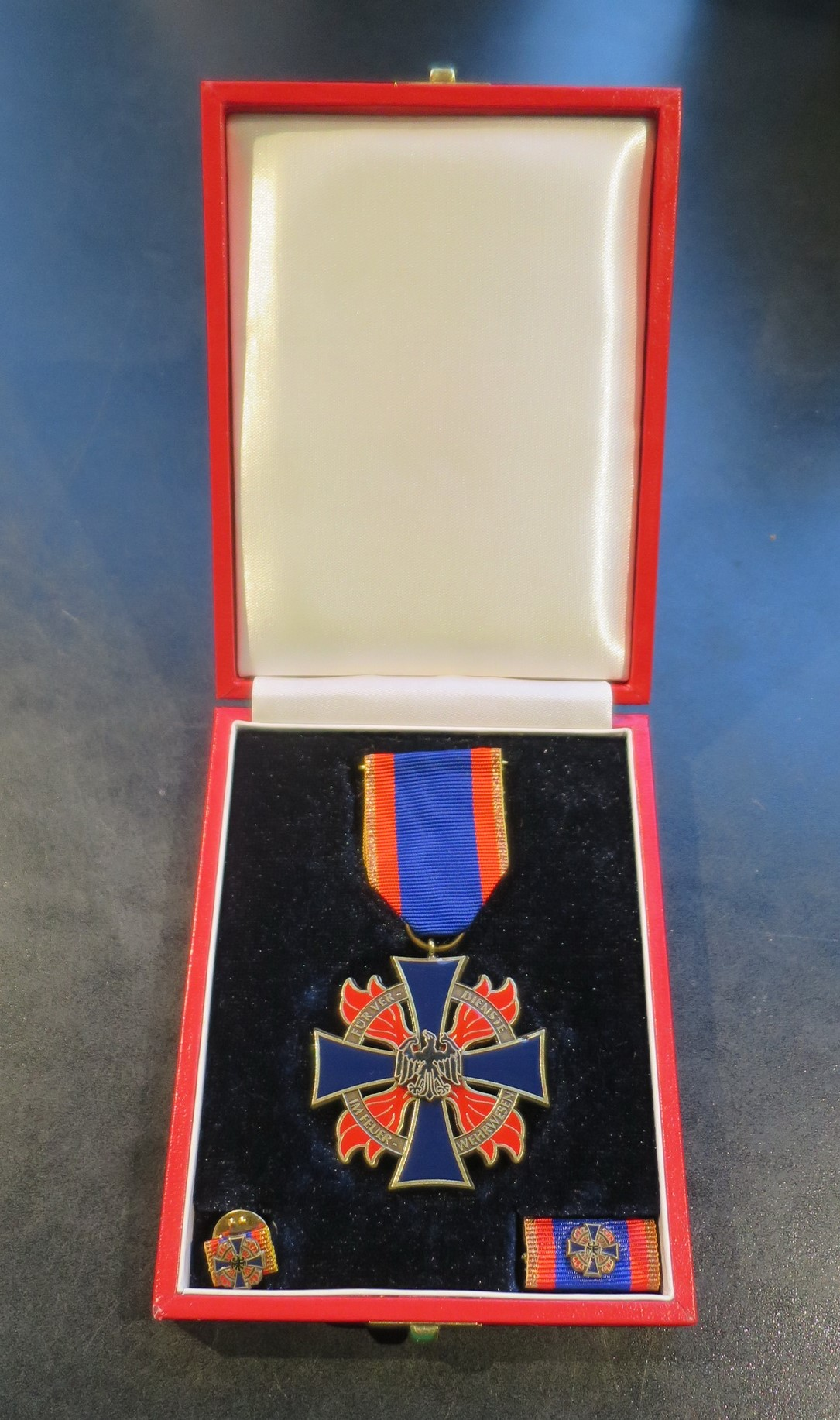
FEK in Bronze mit passender Bandschnalle und Bandsteg, hier im Verleihungsetui
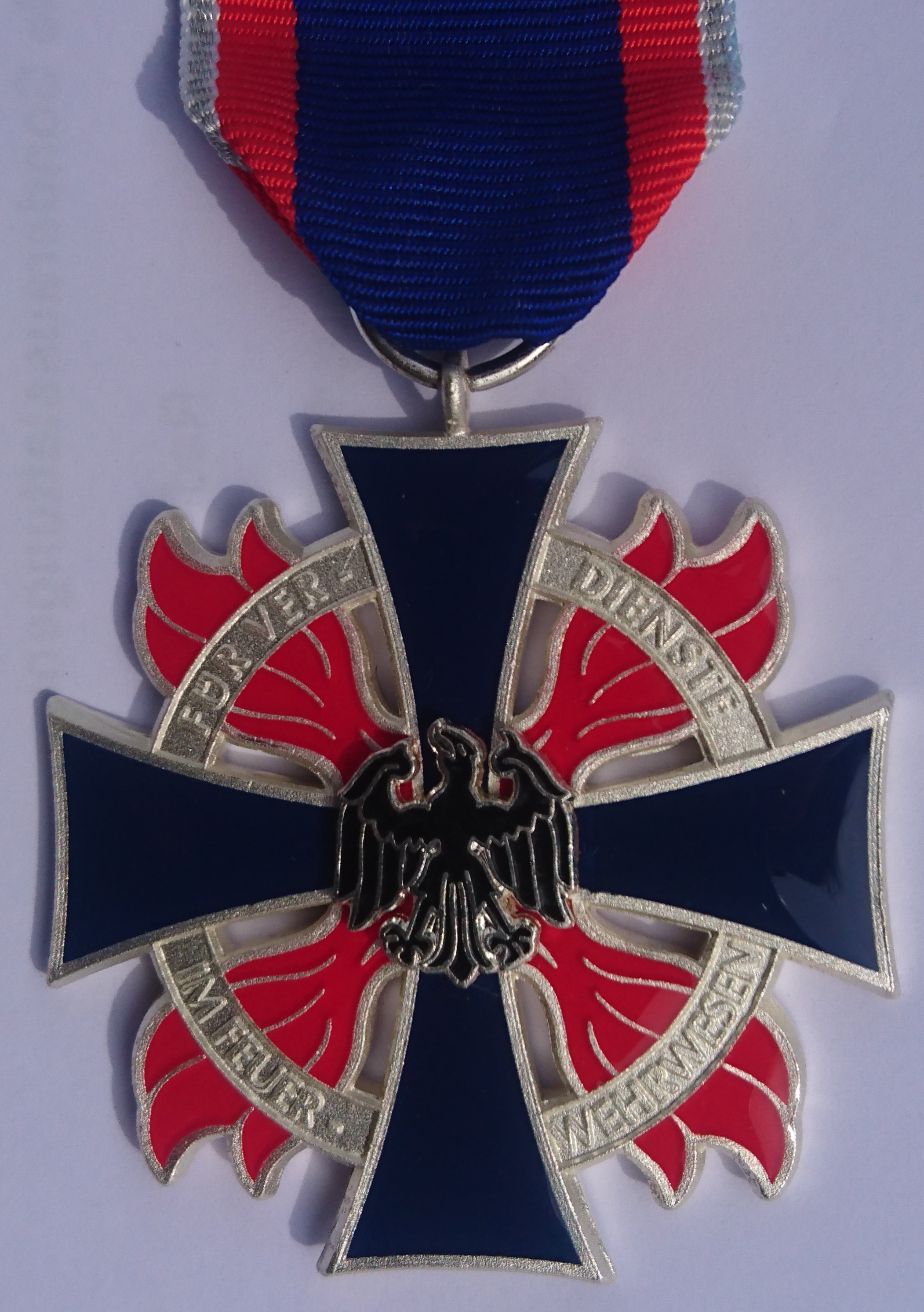
FEK in Silber
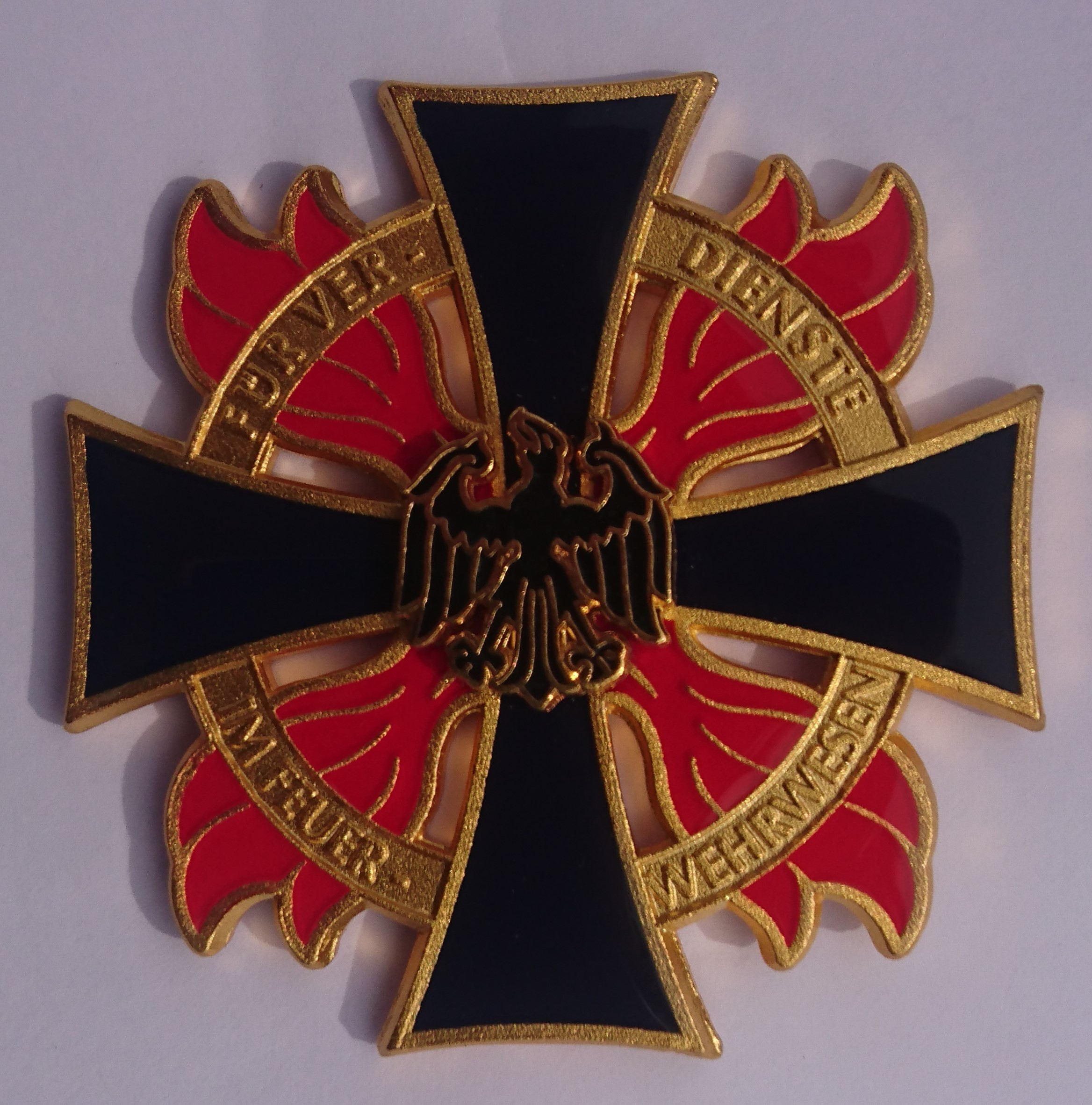
FEK in Gold

## Trageweise
Das Deutsche Feuerwehr-Ehrenkreuz (FEK) wird in Originalgröße nur bei feierlichen Anlässen getragen, dazu gehören insbesondere:
- der Tag der Verleihung des FEK,
- Staatsempfänge und
- Dienstjubiläen.

Die Stufe in Gold soll vorzugsweise immer als Steckkreuz auf der linken Brusttasche getragen werden. Das Deutsche Feuerwehr-Ehrenkreuz am Band wird auf der linken Brusttaschenklappe getragen. Da die Auszeichnung vom Bundespräsidenten anerkannt ist, können alle verliehenen Stufen des FEK getragen werden. Die Bandschnalle zum FEK wird an der Uniformjacke getragen. Die Originalauszeichnung ist immer abzulegen, wenn parallel die Bandschnalle getragen wird. Zum Zivilanzug wird der Bandsteg zum FEK am linken Revers der Knopflochleiste getragen.